# Marcin Karaś (duchowny)
Marcin Karaś (ur. 6 listopada 1910 w Bochni, zm. 25 marca 2003 w Krakowie) – polski redemptorysta, ekonom klasztoru w Mościskach, wikariusz parafii św. Marii Magdaleny we Lwowie, następnie posługiwał przy parafii w Stryju.

## Życiorys
Ukończył Niższe Seminarium Duchowne w Toruniu. Następnie odbył roczny nowicjat w Mościskach i studia teologiczne w Wyższym Seminarium Duchowny Redemptorystów w Tuchowie, po czym w 1935 r. otrzymał święcenia kapłańskie. Początkowo posługiwał w klasztorze redemptorystów w Zamościu. W czasie niemieckiej okupacji, w wyniku konfiskaty majątku zakonnego, ponownie znalazł się w Mościskach. W 1944 r. został mianowany administratorem parafii w Lipnikach.
Po zmianie okupacji pełnił funkcję ekonoma (ministra) domu zakonnego w Mościskach. Nadal wraz z nielicznymi współbraćmi otaczał opieką duszpasterską zamieszkałych w okolicy Polaków. Próbował rozszerzyć swą działalność również na Drohobycz, na co jednak nie uzyskał zgody obwodowego Pełnomocnika Rady ds. Kultów Religijnych.
W nocy z 13 na 14 maja 1948 r. został wygnany z klasztoru w Mościskach, pod pretekstem położenia miejscowości w pasie przygranicznym. Krótko zamieszkiwał w Samborze, a następnie we Lwowie, gdzie uzyskał pozwolenie na posługę w parafii św. Marii Magdaleny. Po śmierci w 1949 r. ks. Zygmunta Truszkowskiego, miejscowego proboszcza, objął opieką całą wspólnotę parafialną. Zaledwie rok później nie przedłużono mu zgody na sprawowanie kultu religijnego w kościele. Jednocześnie próbowano nakłonić go do podjęcia pracy o charakterze świeckim – w roli wykładowcy języka łacińskiego i literatury polskiej na Uniwersytecie Lwowskim. Mimo odmowy, otrzymał możliwość pełnienia posługi wśród wiernych w Stryju. W tamtejszej parafii pojawił się w sierpniu 1950 r. Dwa lata później został aresztowany przez MGB w Drohobyczu pod zarzutem przechowywania wrogiej literatury.
Przetrzymywany w tymczasowym więzieniu był wielokrotnie bity i przesłuchiwany w godzinach nocnych. Na rozprawie sądowej 19 sierpnia 1952 r. usłyszał wyrok dziesięciu lat pozbawienia wolności, konfiskatę mienia i ograniczenie praw obywatelskich na okres pięciu lat.
W październiku 1952 r., po ponad dwóch tygodniach jazdy pociągiem towarowym, dotarł do łagru Gołownaja na Uralu, położonego w lasach tajgi nad Kamą. Zwolniony w związku z rewizją wyroku w kwietniu 1956 r. powrócił do Lwowa. Otrzymał tymczasowe pozwolenie na posługę duszpasterską przy parafii w Samborze. Jednakże, już po upływie niespełna roku, został uznany za kapłana reakcyjnego, a więc osobę niepożądaną na terenie Związku Radzieckiego. Poddawany licznym naciskom, złożył wniosek o wydanie polskiego paszportu w konsulacie PRL w Kijowie. Na początku października 1959 r. przekroczył granicę w Medyce i znalazł się w Polsce. Odtąd posługiwał w Gdyni, Głogowie i Zamościu. Od 1980 r. mieszkał w krakowskim klasztorze redemptorystów, gdzie zmarł 25 marca 2003 r., w wieku 93 lat. Pochowany został na cmentarzu podgórskim w grobowcu redemptorystów (kwatera IIIa-płd.-9).

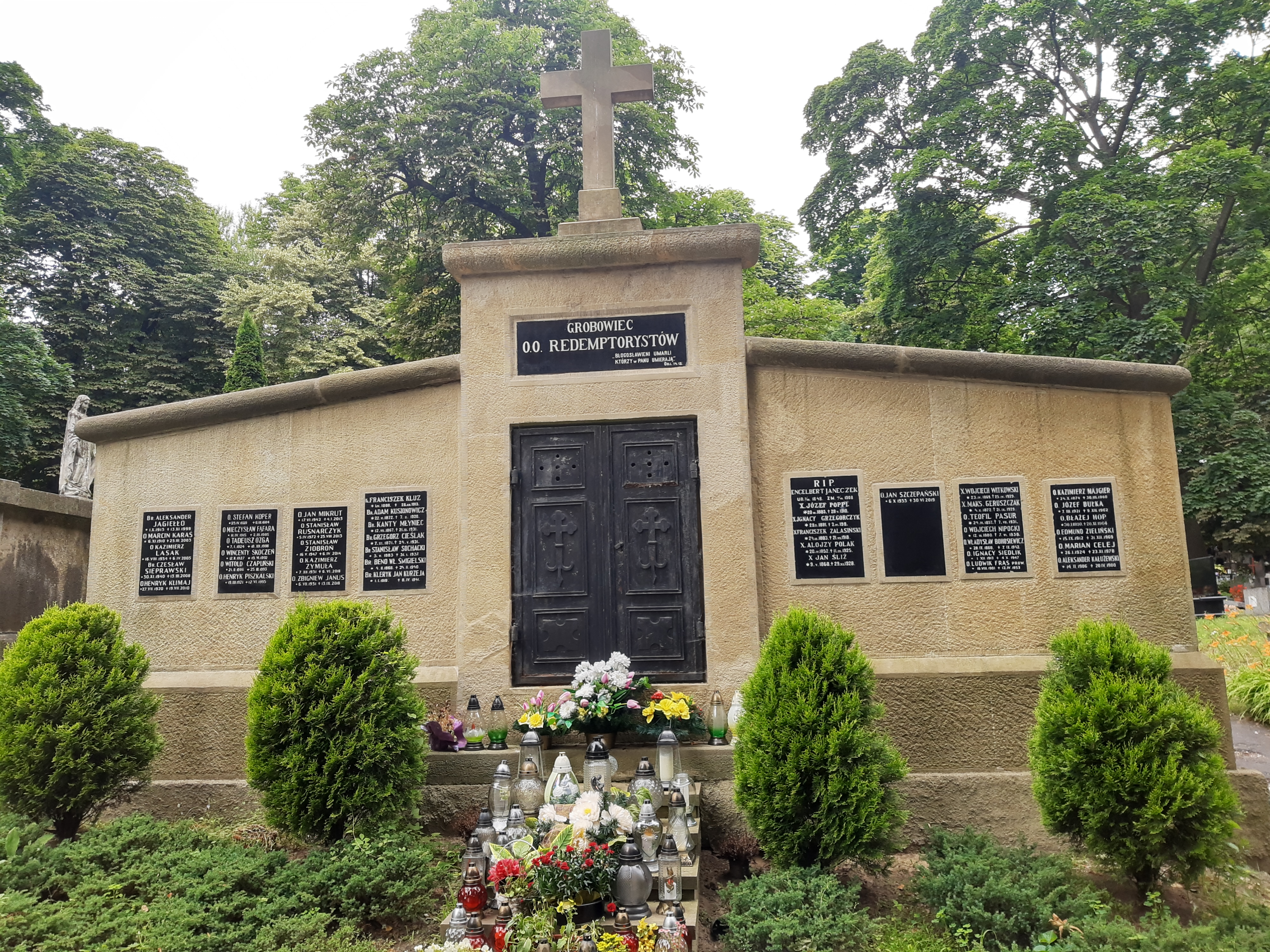
Grobowiec redemptorystów na Cmentarzu Podgórskim

W kwietniu 1995 r. doczekał się rehabilitacji niesłusznie wydanego wyroku skazującego. Miało to jednak charakter symboliczny i nie wiązało się z otrzymanie jakiejkolwiek kompensacji czy zadośćuczynienia. Pięć lat przed śmiercią opublikował wspomnienia z szesnastu lat pobytu w Związku Radzieckim.